# Gennadij Korban
Gennadij Vladimirovič Korban (in russo Геннадий Владимирович Корбан?; 1º febbraio 1949) è un ex lottatore russo, fino al 1991 sovietico, specializzato nella lotta greco-romana.

## Palmarès

### Olimpiadi
- 1 medaglia:
  - 1 oro (Mosca 1980 negli 82 kg)

### Mondiali
- 2 medaglie:
  - 2 ori (San Diego 1979 negli 82 kg; Oslo 1981 negli 82 kg)

### Europei
- 2 medaglie:
  - 2 ori (Prievidza 1980 negli 82 kg; Göteborg 1981 negli 82 kg)